# Xã Brandsvold, Quận Polk, Minnesota
Xã Brandsvold (tiếng Anh: Brandsvold Township) là một xã thuộc quận Polk, tiểu bang Minnesota, Hoa Kỳ. Năm 2010, dân số của xã này là 245 người.